# 19 aprilie
ianuarie • februarie • martie  • aprilie  • mai  • iunie  • iulie  • august  • septembrie  • octombrie  • noiembrie  • decembrie
19 aprilie este a 109-a zi a calendarului gregorian și ziua a 110-a în anii bisecți. Mai sunt 256 de zile până la sfârșitul anului.

## Evenimente

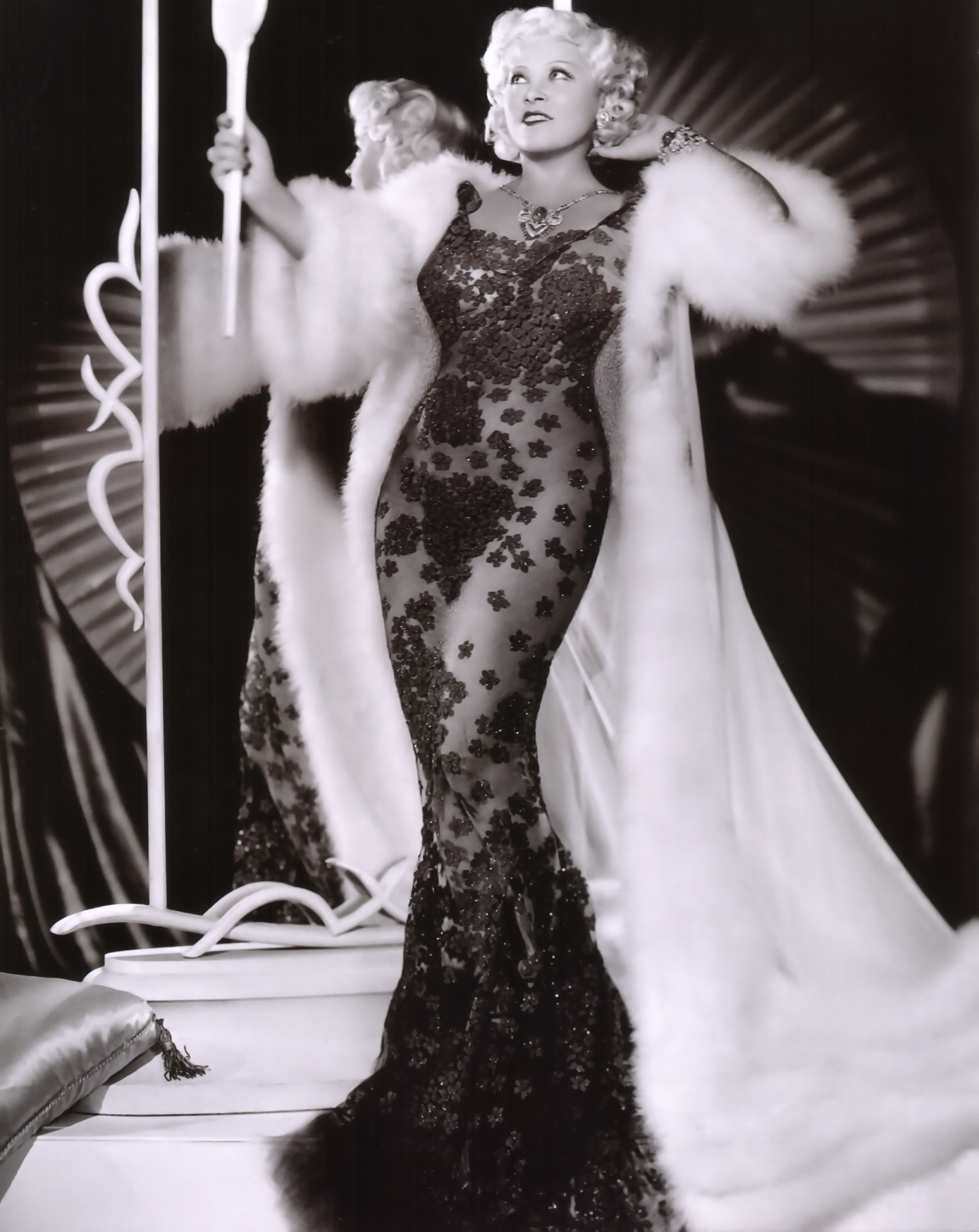
1927: Din cauza "obscenității" din piesa Sex, actrița Mae West este condamnată la 10 zile de închisoare în New York. După opt zile, va fi eliberată pentru bună purtare.

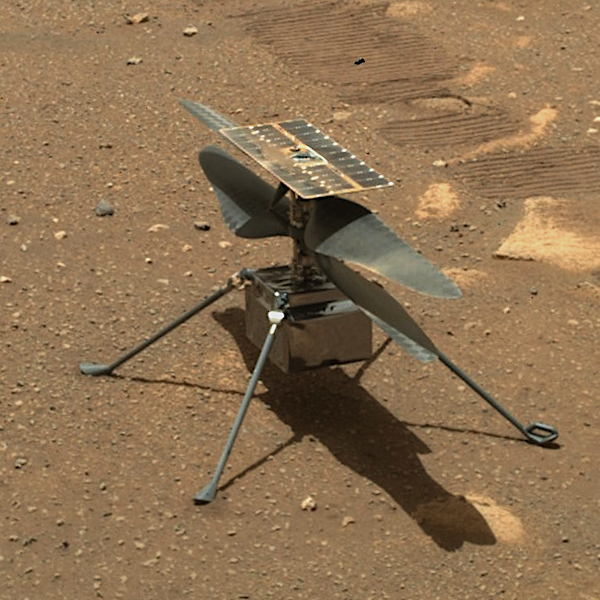
2021: Elicopterul Ingenuity al NASA, care face parte din misiunea Mars 2020, efectuează primul zbor cu motor pe o altă planetă.

- 1713: Fără moștenitori pe line masculină în viață, împăratul Carol al VI-lea al Sfântului Imperiu Roman, emite sancțiunea pragmatică din 1713 pentru a se asigura că pământurile habsburgice și tronul austriac vor putea fi moștenite și de o femeie; fiica și succesoarea sa, Maria Tereza se va naște peste patru ani.[2]
- 1770: Maria Antoaneta se căsătorește la vârsta de 14 ani prin procură cu Delfinul Franței.[3]
- 1904: Orașul Toronto este afectat în mod semnificativ de un incendiu. 104 clădiri au fost distruse, prejudiciul total fiind de 10 milioane de dolari canadieni, însă nici o persoană nu-și pierde viața.
- 1919: A apărut, la București, revista literară „Sburătorul", condusă de Eugen Lovinescu.
- 1927: Din cauza "obscenității" din piesa Sex, actița Mae West este condamnată la 10 zile de închisoare în New York. După opt zile, va fi eliberată pentru bună purtare.
- 1956: Actrița americană Grace Kelly se căsătorește cu Rainier al III-lea de Monaco la Catedrala Saint Nicolas din Monaco.
- 1960: Studenții din Coreea de Sud organizează un protest național pro-democrație împotriva președintelui Syngman Rhee, forțându-l în cele din urmă să demisioneze, la 26 aprilie, după patru mandate.
- 1961: Victoria de la Playa Giron a revoluționarilor cubanezi.
- 1971: Sierra Leone devine republică și Siaka Stevens președintele ei.
- 1971: Se lansează prima stație spațială, Salyut 1. După 123 de zile de utilizare, va arde la reintrarea în atmosfera Pământului, la 11 octombrie.
- 1984: Advance Australia Fair este proclamat ca imn național al Australiei, iar verdele și auriul drept culorile naționale.[4]
- 1995: Clădirea federală Murrah din orașul Oklahoma a fost ținta unui atac terorist. În urma exploziilor au murit 168 oameni, printre care opt ofițeri federali.
- 2000: Un Boeing 737-200 al Philippine Airlines s-a prăbușit în timpul aterizării pe insula Samal. Toate cele 131 de persoane aflate la bord au murit.[5]
- 2005: Cardinalii întruniți în conclavul din 2005 l-au ales pe Joseph Ratzinger în funcția de episcop al Romei și papă al Bisericii Catolice (papa Benedict al XVI-lea)
- 2011: Fidel Castro demisionează din funcția de Prim secetar al CC al Partidul Comunist din Cuba, după 45 de ani de deținere a titlului.
- 2017: În perioada 19-23 aprilie se desfășoară Campionatul european de gimnastică individuală Cluj 2017, ediția a VII-a. Este cea de-a doua ediție găzduită de România după cea din 1957. România a obținut un total de 4 medalii: 2 de aur, una de argint și una de bronz.
- 2021: Elicopterul Ingenuity al NASA, care face parte din misiunea Mars 2020, efectuează primul zbor cu motor pe o altă planetă.[1][6]
- [[2024]]: Cântăreața americană [[Taylor Swift]] lansează albumul ei nou [[The Tortured Poets Department]].

## Nașteri
- 1688: Ernest Augustus I, Duce de Saxa-Weimar-Eisenach (d. 1748)
- 1793: Ferdinand I al Austriei (d. 1875)
- 1795: Christian Gottfried Ehrenberg, biolog și zoolog german (d. 1876)
- 1801: Gustav Theodor Fechner, fizician și filozof german (d. 1887)
- 1832: José Echegaray, scriitor și inginer spaniol, laureat al Premiului Nobel  (d. 1916)
- 1847: Calistrat Hogaș, scriitor român (d. 1917)
- 1854: Charles Angrand, pictor francez (d. 1926)
- 1854: Anghel Saligny, inginer român (d. 1925)
- 1858: Leopold Engel, actor si ocultist german (d. 1931)

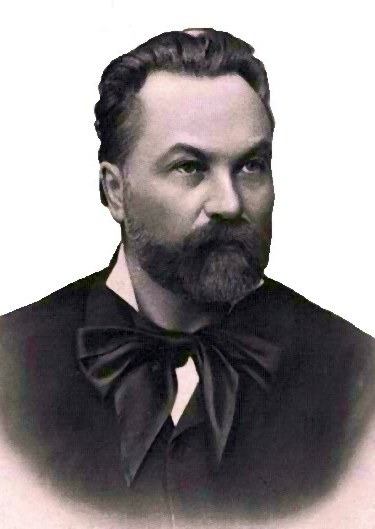
Calistrat Hogaș, scriitor român
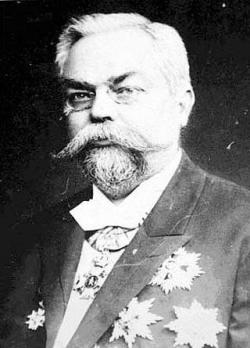
Anghel Saligny, inginer român
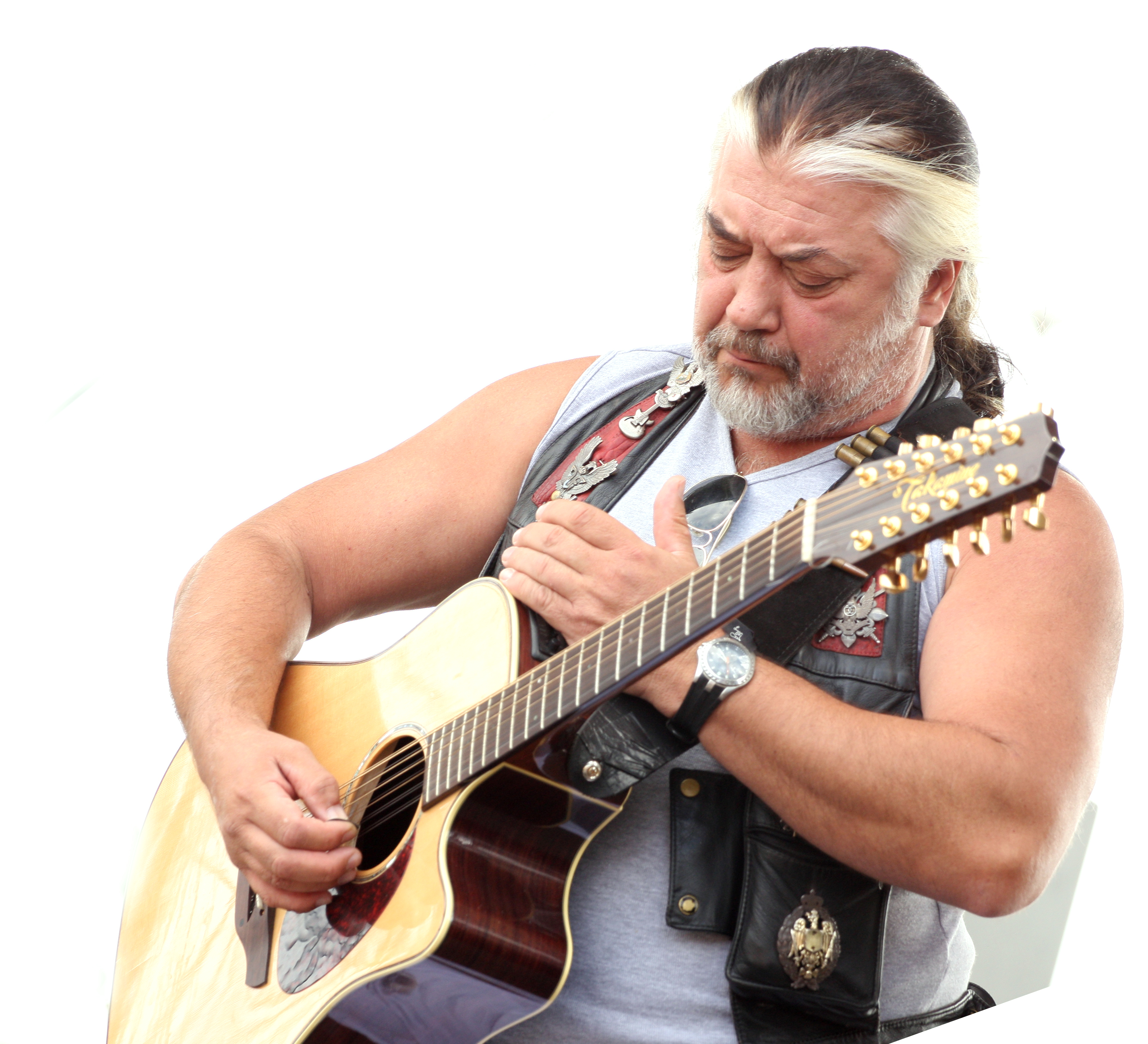
Nicu Covaci, muzician român, trupa Phoenix

- 1886: Manuel Bandeira, poet brazilian* 1876: Prințul Hendrik al Țărilor de Jos, Prinț Consort al Țărilor de Jos (d. 1934)
- 1883: Elena Alexandrina Bednarik, pictoriță română (d. 1939)
- 1882: Getúlio Vargas, politician brazilian (d. 1954)
- 1890: Vintilă M. Mihăilescu, geograf român (d. 1978)
- 1892: Georgi Adamovici, poet rus (d. 1972)
- 1912: Glenn T. Seaborg, chimist american (d. 1999)
- 1917: Sven Hassel, scriitor danez (d. 2012)
- 1922: Kuno Klötzer, antrenor de fotbal american (d. 2011)
- 1932: Fernando Botero, pictor și sculptor columbian (d. 2023)
- 1933: Jayne Mansfield, actriță americană (d. 1967)
- 1935: Dudley Moore, actor englez (d. 2002)
- 1939: Basil van Rooyen, pilot sud-african
- 1940: Mioara Roman, scriitoare, jurnalistă, traducătoare și profesoară de limbă și civilizație arabă (d. 2024)
- 1944: James Heckman, economist american
- 1944: Ioan Gliga, poet român
- 1946: Tim Curry, actor american
- 1947: Murray Perahia, pianist
- 1947: Nicu Covaci, muzician român, lider și fondator Phoenix (d. 2024)
- 1949: Paloma Picasso, designer de bijuterii, și fiica lui Pablo Picasso
- 1954: Radu Țeposu, critic literar român (d. 1999)
- 1957: Mukesh Ambani, om de afaceri indian

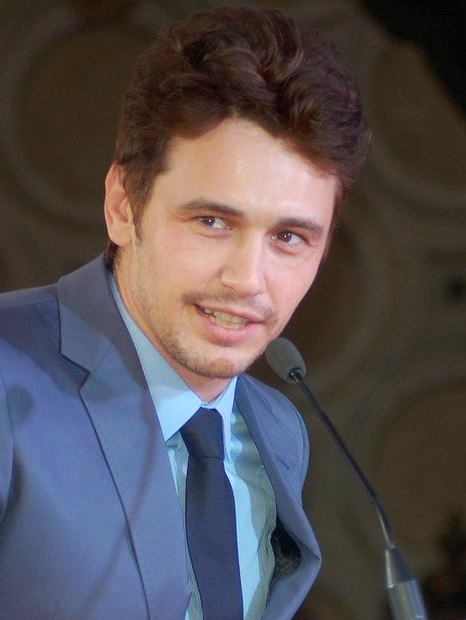
James Franco, actor american
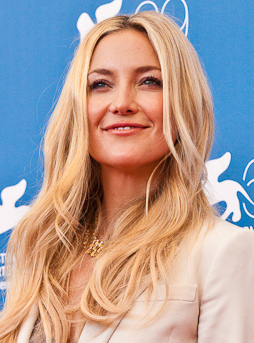
Kate Hudson, actriță americană
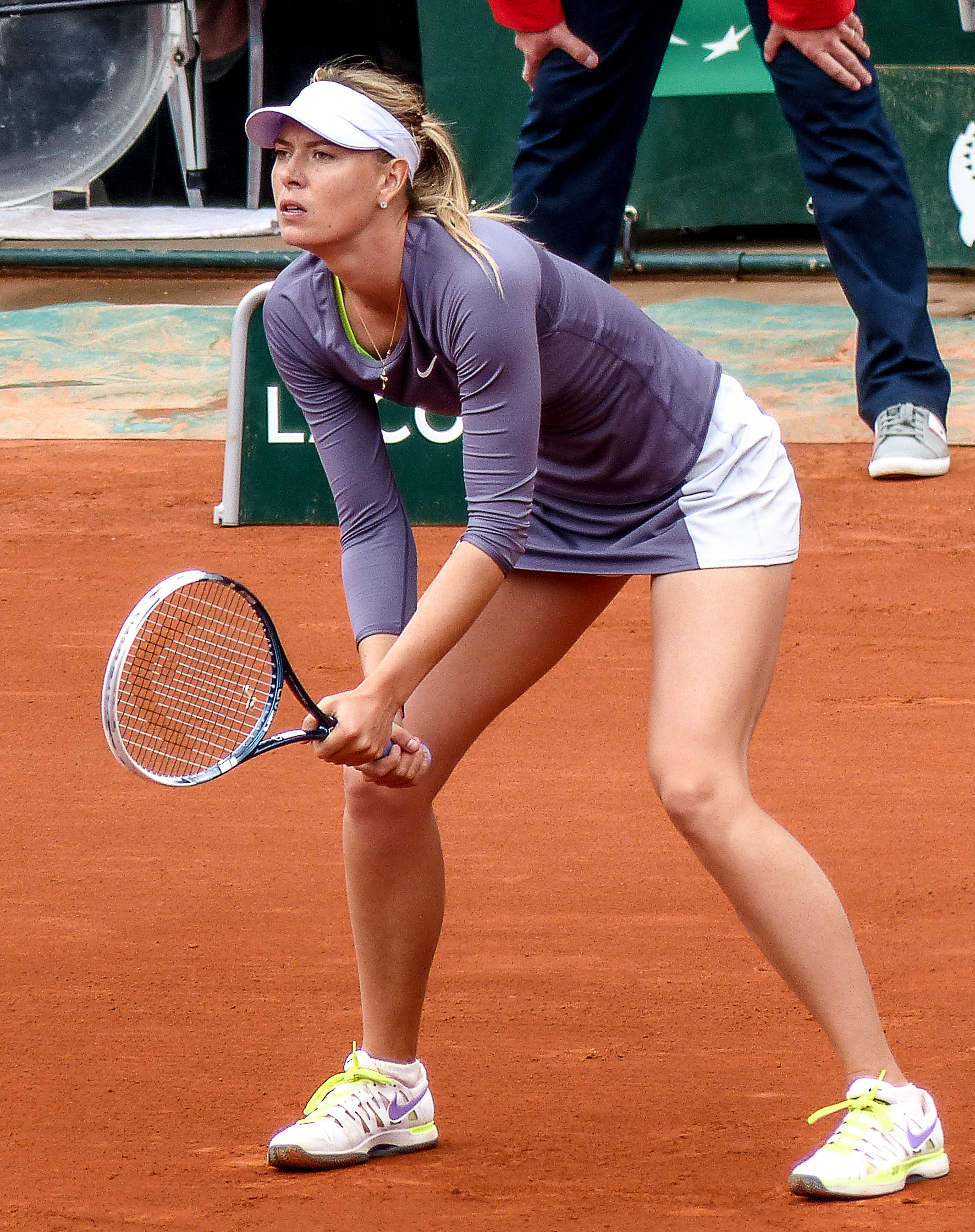
Maria Șarapova, jucătoare rusă de tenis

- 1957: Lilli Gruber, jurnalist și om politic german
- 1960: Gustavo Petro, politician columbian, președinte al Columbiei
- 1962: Dorian Yates, bodybuilder britanic
- 1968: Regele Mswati al III-lea al Swazilandului
- 1965: Melita Rühn, gimnastă olimpică română
- 1972: Rivaldo, fotbalist brazilian
- 1975: Marius Măldărășanu, fotbalist român
- 1978: Gabriel Heinze, fotbalist argentinian
- 1978: James Franco, actor, regizor, scenarist, producător american
- 1979: Kate Hudson, actriță americană
- 1981: Hayden Christensen, actor canadian
- 1985: Valon Behrami, fotbalist elvețian
- 1987: Maria Șarapova, jucătoare rusă de tenis de câmp
- 1987: Joe Hart, fotbalist englez
- 1988: Radmila Petrović, handbalistă din Muntenegru
- 1988: Charlie Murphy, actriță irlandeză
- 1989: Marko Arnautović, fotbalist austriac
- 1990: Roland Stănescu, fotbalist român (d. 2022)

## Decese
- 1012: Ælfheah de Canterbury, arhiepiscop de Canterbury (n. 954)
- 1054: Papa Leon al IX-lea (n. 1002)
- 1588: Paolo Veronese, pictor italian (n. 1528)
- 1689: Regina Cristina a Suediei (n. 1626)
- 1759: Louis de Boissy, scriitor francez (n. 1694)
- 1768: Canaletto, pictor italian (n. 1697)
- 1824: George Noel Gordon, lord Byron, poet britanic (n. 1788)

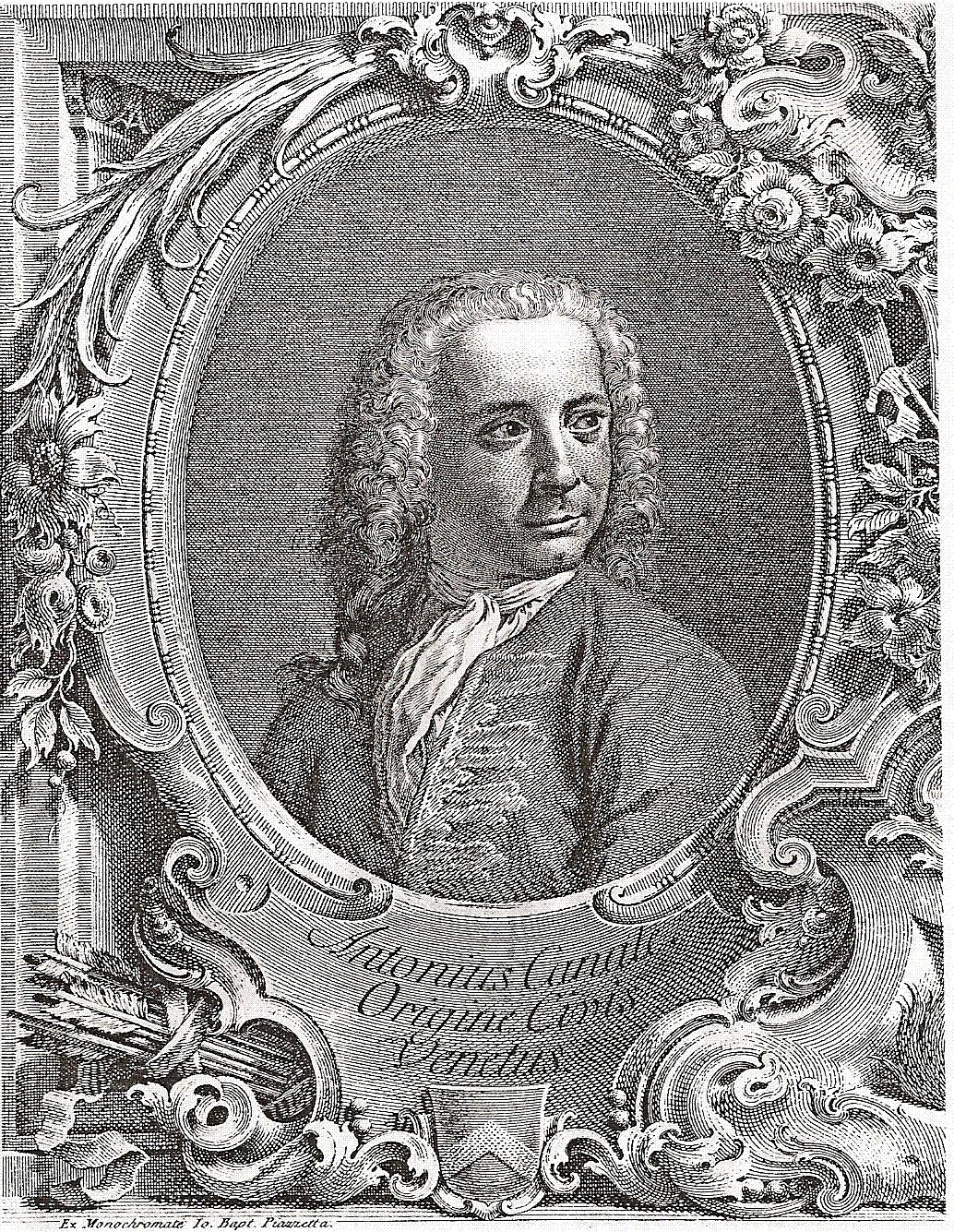
Canaletto, pictor italian
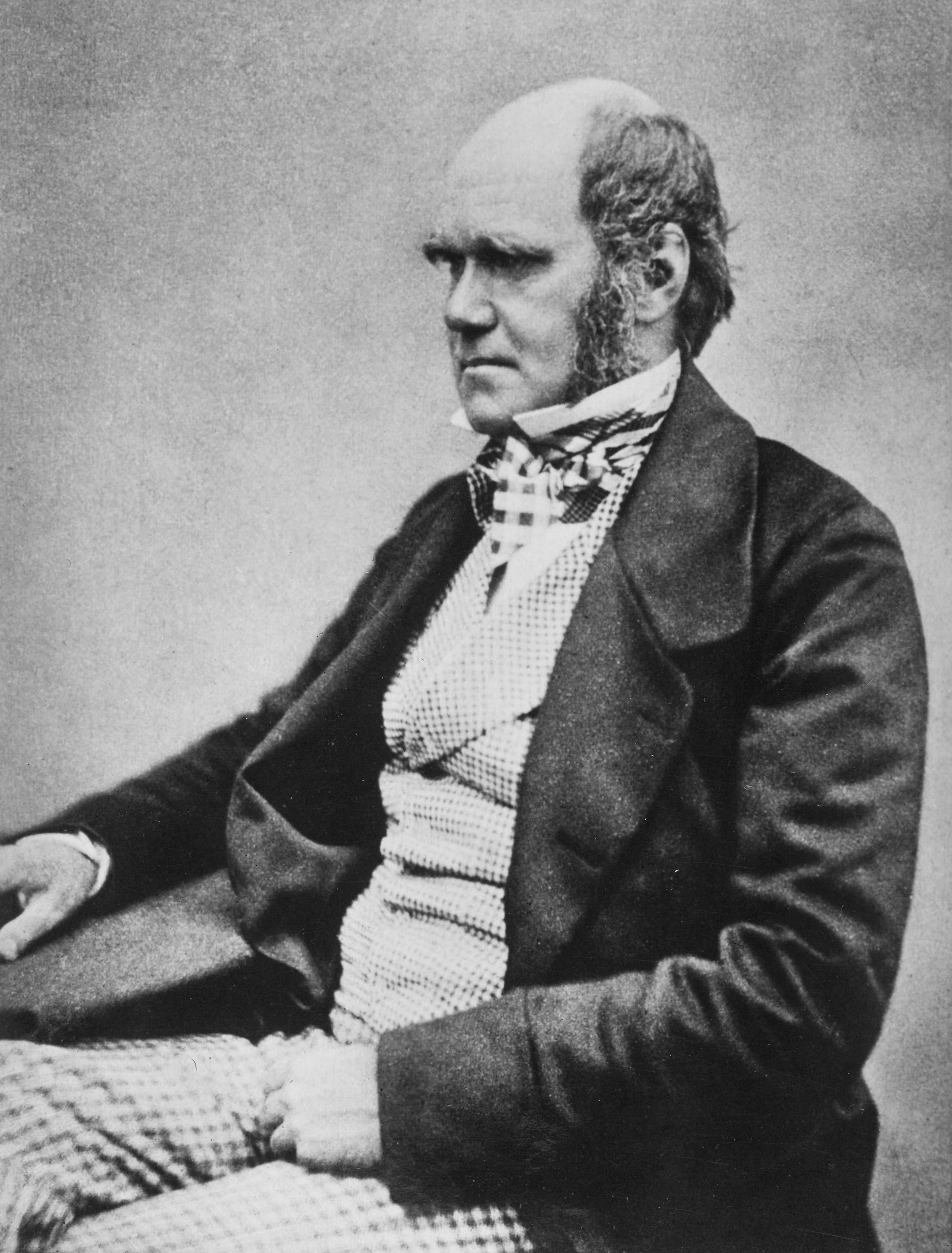
Charles Darwin, naturalist britanic
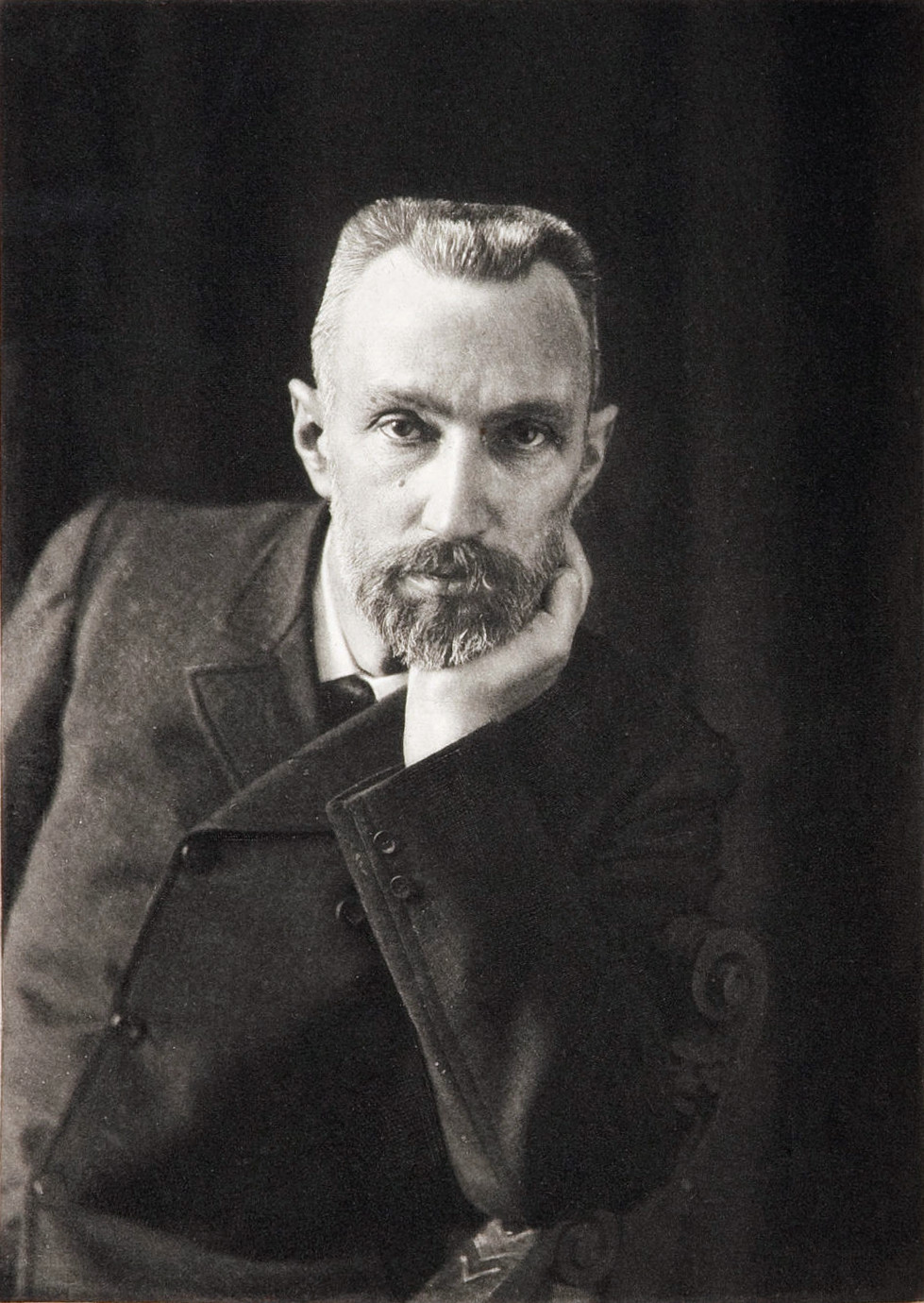
Pierre Curie, fizician francez, laureat Nobel

- 1882: Charles Darwin, naturalist britanic (n. 1809)
- 1895: Raicu Ionescu-Rion, critic literar și publicist român (n. 1872)
- 1902: Heinrich al XXII-lea, Prinț Reuss de Greiz (n. 1846)
- 1906: Pierre Curie, fizician francez, laureat al Premiului Nobel (n. 1859)
- 1914: Charles Peirce, filosof, logician american (n. 1839)
- 1939: Lucílio de Albuquerque, pictor brazilian (n. 1877)
- 1956: Ernst Robert Curtius, critic literar (n. 1886)
- 1967: Konrad Adenauer, politician german (n. 1876)
- 1989: Matei Balș, medic român (n. 1905)
- 1998: Octavio Paz, scriitor și publicist mexican, laureat al Premiului Nobel (n. 1914)
- 2009: James Graham Ballard, scriitor britanic (n. 1930)
- 2013: François Jacob, biolog francez, laureat Nobel (n. 1920)
- 2016: Walter Kohn, chimist american de origine austriacă, laureat Nobel (n. 1923)
- 2021: Walter Mondale, politician american, vicepreședinte al Statelor Unite ale Americii (n. 1928)
- 2022: Kane Tanaka, supercentenară japoneză (n. 1903)